# Muntanyesa fistonada
La muntanyesa fistonada o erèbia fistonada (Erebia euryale) és una espècie de lepidòpter papilionoïdeu de la família dels nimfàlids (Nymphalidae) present als Països Catalans.

## Distribució
Serres d'Europa des del nord d'Espanya fins als Balcans, Urals i Península de Kanin. A la península Ibèrica es troba a la Serralada Cantàbrica i Pirineus.

## Hàbitat
Prats alpins humits, arreserats, amb herba abundant, sovint associada a pinedes; àrees obertes entre matollar en barrancs rocosos. L'eruga s'alimenta de Anthoxanthum odoratum i Deschampsia cespitosa.

## Període de vol i hibernació
Una generació entre finals de juny i mitjans d'agost, segons l'altitud i la localitat. El desenvolupament larval transcorre durant dues temporades.